# Heterobelba spinosissima
Heterobelba spinosissima är en kvalsterart som beskrevs av Balogh och Sandór Mahunka 1981. Heterobelba spinosissima ingår i släktet Heterobelba och familjen Heterobelbidae. Inga underarter finns listade i Catalogue of Life.